# Liste der Bodendenkmäler in Röthlein
Auf dieser Seite sind die Bodendenkmäler in der unterfränkischen Gemeinde Röthlein zusammengestellt. Diese Tabelle ist eine Teilliste der Liste der Bodendenkmäler in Bayern. Grundlage ist die Bayerische Denkmalliste, die auf Basis des Bayerischen Denkmalschutzgesetzes vom 1. Oktober 1973 erstmals erstellt wurde und seither durch das Bayerische Landesamt für Denkmalpflege geführt wird. Die folgenden Angaben ersetzen nicht die rechtsverbindliche Auskunft der Denkmalschutzbehörde.

## Bodendenkmäler der Gemeinde Röthlein

### Bodendenkmäler in der Gemarkung Heidenfeld
| Lage                  | Objekt | Akten-Nr.     | Bild |
| --------------------- | --- | ------------- | ---- |
| Heidenfeld (Standort) | Siedlung der Bronzezeit, der frühen Latènezeit und der jüngeren Latènezeit. | D-6-6027-0081 |      |
| Heidenfeld (Standort) | Siedlung der jüngeren Latènezeit. | D-6-6027-0082 |      |
| Heidenfeld (Standort) | Neuzeitliche Hofwüstung Ellenhof. | D-6-6027-0083 |      |
| Heidenfeld (Standort) | Bestattungsplatz mit Grabhügeln vorgeschichtlicher Zeitstellung. | D-6-6027-0085 |      |
| Heidenfeld (Standort) | Bestattungsplatz mit Grabhügeln der Hallstattzeit. | D-6-6027-0086 |      |
| Heidenfeld (Standort) | Bestattungsplatz mit Grabhügeln der mittleren Bronzezeit. | D-6-6027-0087 |      |
| Heidenfeld (Standort) | Siedlung vor- und frühgeschichtlicher Zeitstellung. | D-6-6027-0131 |      |
| Heidenfeld (Standort) | Bestattungsplatz mit verebneten Grabhügeln vorgeschichtlicher Zeitstellung im Luftbild. | D-6-6027-0132 |      |
| Heidenfeld (Standort) | Siedlung vor- und frühgeschichtlicher Zeitstellung. | D-6-6027-0133 |      |
| Heidenfeld (Standort) | Siedlung vor- und frühgeschichtlicher Zeitstellung. | D-6-6027-0134 |      |
| Heidenfeld (Standort) | Siedlung vor- und frühgeschichtlicher Zeitstellung. | D-6-6027-0135 |      |
| Heidenfeld (Standort) | Wüstung des frühen und hohen Mittelalters. | D-6-6027-0197 |      |
| Heidenfeld (Standort) | Untertägige Teile erhaltener Konventsbauten des mittelalterlichen bis frühneuzeitlichen Klosters Heidenfeld, Fundamente abgegangener Klostergebäude und der Klosterkirche sowie Körpergräber des Mittelalters und der Neuzeit. | D-6-6027-0198 |      |
| Heidenfeld (Standort) | Fundamente der abgegangenen frühneuzeitlichen Pfarrkirche St. Laurentius in Heidenfeld. | D-6-6027-0199 |      |

### Bodendenkmäler in der Gemarkung Hirschfeld
| Lage                  | Objekt | Akten-Nr.     | Bild |
| --------------------- | --- | ------------- | ---- |
| Hirschfeld (Standort) | Bestattungsplatz mit Grabhügel vorgeschichtlicher Zeitstellung. | D-6-6027-0032 |      |
| Hirschfeld (Standort) | Untertägige Teile der spätmittelalterlichen bis frühneuzeitlichen Katholischen Pfarrkirche St. Kilian in Hirschfeld, Fundamente mittelalterlicher Vorgängerbauten sowie Körpergräber des Mittelalters und der Neuzeit. | D-6-6027-0202 |      |

### Bodendenkmäler in der Gemarkung Röthlein
| Lage                | Objekt | Akten-Nr.     | Bild |
| ------------------- | --- | ------------- | ---- |
| Röthlein (Standort) | Fundamente eines frühneuzeitlichen Vorgängerbaus der Katholischen Pfarrkirche St. Jakobus in Röthlein sowie Körpergräber der Neuzeit. | D-6-6027-0195 |      |